# Argolis
Argolis eller Argolida (græsk: Αργολίδα Argolída , [arɣoˈliða] ; Ἀργολίς Argolís , [arɡolís] på oldgræsk og Katharevousa) er en regional enhed i periferien Peloponnes, der ligger på den østlige del af Peloponnes-halvøen og en del af trepunktsområdet Argolis, Arcadia og Korinth. Administrationen af den regionale enhed ligger i byen Nafplio. Meget af området i denne region ligger på halvøen Argolid.

## Geografi
Det meste agerjord ligger i den centrale del af Argolis. De primære landbrugsprodukter er appelsiner og oliven. Argolis har en kystlinje ved den Saroniske Bugt mod nordøst og ved Argoliske Bugt mod syd og sydøst. Området er omgivet af bjergkæderne Oligyrtos mod nordvest, Lyrkeio og Ktenia mod vest og Arachnaio og Didymo mod øst.
Argolis har landgrænser til Arcadien mod vest og sydvest, Korinth mod nord og den regionale enhed Øerne (Troizen-området) mod øst. Det gamle Argolis omfattede Troizen.

## Historie
Fra 1833 til 1899 var Argolis en del af Argolidocorinthia, som omfattede det nuværende Korinth, Hydra, Spetses og Kithira. Det sluttede sig til Korinth for at danne Argolidocorinthia igen i 1909. Fyrre år senere, i 1949, blev Argolis endelig skilt fra Korinth.

## Administration
Den regionale enhed Argolis er opdelt i 4 kommuner. Disse er (nummer som på kortet i infoboksen): 
- Argos-Mykines (2)
- Epidaurus ( Epidavros, 3)
- Ermionida (4)
- Nafplio (1)

### Præfektur
Som en del af Kallikratis -regeringsreformen i 2011 blev den regionale enhed Argolis oprettet ud af det tidligere præfektur Argolis (græsk: Νομός Αργολίδας). Præfekturet havde samme territorium som den nuværende regionale enhed. Samtidig blev kommunerne omorganiseret i henhold til nedenstående tabel. 
| Ny kommune                    | Gamle kommuner | Sæde     |
| ----------------------------- | -------------- | -------- |
| Argos-Mykines                 | Argos          | Argos    |
| Argos-Mykines                 | Achladokampos  | Argos    |
| Argos-Mykines                 | Alea           | Argos    |
| Argos-Mykines                 | Koutsopodi     | Argos    |
| Argos-Mykines                 | Lerna          | Argos    |
| Argos-Mykines                 | Lyrkeia        | Argos    |
| Argos-Mykines                 | Mykines        | Argos    |
| Argos-Mykines                 | Nea Kios       | Argos    |
| Epidaurus </br> ( Epidavros ) | Epidaurus      | Lygourio |
| Epidaurus </br> ( Epidavros ) | Asklipieio     | Lygourio |
| Ermionida                     | Ermioni        | Kranidi  |
| Ermionida                     | Kranidi        | Kranidi  |
| Nafplio                       | Nafplio        | Nafplio  |
| Nafplio                       | Asini          | Nafplio  |
| Nafplio                       | Midea          | Nafplio  |
| Nafplio                       | Nea Tiryntha   | Nafplio  |

- Argoliske Bugt
- Mykene
- Udsigt over grækenlands ældste teater i Argos
- Nafplio
- Ermioni